# Helen Garner

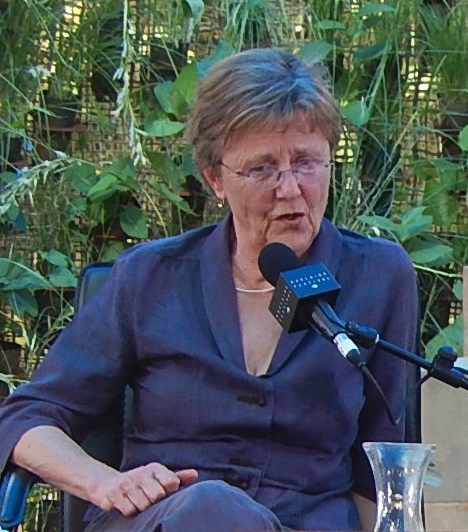
Helen Garner

Helen Garner, född 7 november 1942, är en australisk författare och journalist.

## Biografi
Helen Garner föddes i Geelong i södra Australien den 7 november 1942. Hon studerade vid the University of Melbourne och tog sin examen 1965. Garner arbetade som lärare tills det att hennes första bok, Monkey Grip, kom ut 1977. Boken blev väl mottagen av kritikerna och vann National Book Council Award 1978. Det kom även en filmatisering av boken 1982 (där Helens egen dotter Alice spelar en av huvudrollerna).
Garner har sedan sin debut varit verksam som författare, manusförfattare, frilansjournalist och översättare.
Hennes novellsamling, Postcards from Surfers, som kom 1986 vann New South Wales Premier's Literary Award.  
Hennes korta roman The Children's Bach (1984) anses vara en av de bästa romaner som någonsin skrivits i Australien. Den fick 1986 South Australia Premier's Literary Award. Garner har också skrivit en del facklitteratur, bland annat The First Stone 1995. 

### Romaner
- Monkey Grip 1977
- Moving Out 1983
- The Children's Bach 1984
- Cosmo Cosmolino 1992

### Novellsamlingar
- Honor & Other People's Children: two stories 1980
- Postcards from Surfers 1985
- My Hard Heart: Selected Fictions 1998

### Facklitteratur
- La Mama, the Story of a Theatre 1988
- The First Stone 1995
- True Stories: Selected Non-Fiction 1996
- The Feel of Steel 2001
- Joe Cinque's Consolaton 2004

### Filmer
- Monkey Grip 1982
- Two Friends 1986
- The Last Days of Chez Nous 1992